# Hideki Nakano
Ne doit pas être confondu avec Hideki Nagano.
Pour les articles homonymes, voir Nakano (homonymie).
Hideki Nakano (中野 秀樹, Nakano Hideki), né le 29 juillet 1952 à Hokkaidō, est un spécialiste du combiné nordique japonais. Il est actif au niveau national et international dans les années 1970.

## Biographie
Il étudie au lycée Hokusho (ja) et à l'Université Waseda.
En 1972, lors des Jeux olympiques de Sapporo, il domine le concours de saut mais réalise le plus mauvais temps de ski et il se classe finalement treizième. Quelques semaines plus tard, aux Universiades de 1972 à Lake Placid, il remporte une médaille d'or en saut à ski et l'argent en combiné nordique.
Après sa carrière, il ouvre une boutique à Sapporo.

## Résultats

### Jeux olympiques
| Épreuve / Édition | Sapporo 1972 |
| Combiné nordique  | 13e          |

### Championnats du monde
| Épreuve / Édition | Falun 1974 |
| Combiné nordique  | 33e        |

### Universiades
En 1972, il remporte la médaille d'argent en combiné nordique et l'or en saut à ski lors des Universiades.

### Championnats du Japon
Au Championnat du Japon de combiné nordique, Hideki Nakano se classe 1er chez les jeunes en 1969 et 1er chez les jeunes et les seniors en 1970.